# Christian Nielsen
Christian Nielsen (9 gennaio 1974) è un allenatore di calcio e dirigente sportivo danese.